# Alpetragio
Abū Ishāq Nūr al-Dīn al-Bitrūyī (fl. 1185-1192; fallecido c. 1204), también conocido por las formas latinizadas de su nombre: Alpetragius, Avenalpetragius, Alpetragio, El Petruchí o al-Bitruji, fue un cosmólogo andalusí discípulo de Ibn Tufail. que vivió durante el período almohade.

## Biografía
Su nombre ha sido relacionado en el pasado con la localidad cordobesa de Pedroche, aunque no se puede afirmar que fuera su lugar de nacimiento; parte de los historiadores situaban en el pasado su origen bien como sevillano o bien como nacido en el territorio de Marruecos.
Su trabajo es el culmen de la superación de la cosmología ptolemaica que realizó la filosofía aristotélica andalusí en el siglo XI, que posteriormente influyó en Copérnico para crear su modelo celeste. Miguel Escoto tradujo al latín la obra de Al-Bitruji Kitab al-hai’a —una crítica de Ptolomeo— en Toledo en el año 1217. Su modelo celeste consistía en un conjunto de esferas homocéntricas; a las inferiores el «primer motor» les trasmitía movimiento de manera proporcional a su distancia. Es destacable de sus ideas el establecimiento de una causalidad física a los movimientos de los cuerpos celestes.

## Posible relación con el Santo Grial
El catedrático de germanística de la Universidad de Salamanca, Feliciano Pérez Varas, considera que el Parzival, de Wolfram von Eschenbach hace referencia a este erudito en la figura del sabio astrónomo Flegetanis, quien habría mencionado al Grial. A través del poeta Kyot, quien sería en esta interpretación Miguel Escoto, de Dolet, es decir Toledo, la historia habría llegado hasta él.

## Eponimia
- El cráter lunar Alpetragius lleva este nombre en su memoria.[8]